# Laëtitia Le Corguillé
Laëtitia Le Corguillé (Saint-Brieuc, 29 juli 1986) is een Franse BMX-ster. Ze nam tweemaal deel aan de Olympische Spelen en won hierbij in totaal één medaille.
In 2004 won Le Corguillé de Europese titel bij de junior dames. En jaar later won ze de Europese titel bij de elite dames en behaalde een bronzen medaille op het wereldkampioenschap. Bij het wereldkampioenschap BMX van 2006 pakte Le Corguillé de wereldtitel op de cruiser. Tijdens de Olympische Spelen van 2008 in Peking won ze de zilveren medaille op de BMX achter haar landgenote Anne-Caroline Chausson. Vier jaar later moest ze genoegen nemen met een vierde plaats.

## Palmares
2004
- Wereldkampioenschap junioren
- Europees kampioenschap junioren

2005
- Europees kampioenschap
- Wereldkampioenschap

2006
- Wereldkampioenschap Cruiser
- Europees kampioenschap
- Europees kampioenschap Cruiser
- Frans kampioenschap

2007
- Wereldbeker
- Europees kampioenschap Cruiser

2008
- Olympische Spelen
- Europees kampioenschap
- Frans kampioenschap
- Wereldbeker

2009
- Wereldbeker
- Europees kampioenschap
- Frans kampioenschap

2010
- Wereldbeker